# Pinhal Interior Sul
O Pinhal Interior Sul foi uma sub-região estatística portuguesa, parte da Região Centro, situada no Distrito de Castelo Branco. Limitava a norte com o Pinhal Interior Norte e a Cova da Beira, a leste com a Beira Interior Sul, a sul com o Alto Alentejo e a oeste com o Médio Tejo. Tinha até 2010 uma área de 1903 km² e uma população de 40 705 habitantes (censos de 2011).
Compreende 4 concelhos:
- Oleiros
- Proença-a-Nova
- Sertã
- Vila de Rei

Em 2010, o concelho de Mação deixou de pertencer a esta sub-região.
O Pinhal Interior Sul foi extinto em 2013, com a criação das novas NUT III. Os concelhos de Oleiros e Proença-a-Nova passaram a pertencer à sub-região da Beira Baixa, enquanto Sertã e Vila de Rei se integraram no Médio Tejo.